# 24-та паралель північної широти
24-та паралель північної широти — лінія широти, що лежить на 24 градуси північніше земної екваторіальної площини, за 60 км на північ від тропіка Рака. Вона проходить через Африку, Азію, Індійський океан, Тихий океан, Північну Америку та Атлантичний океан.
Через паралель проходить частина кордону між Індією та Пакистаном, що лежить на території Качського Ранну.
На цій широті під час літнього сонцестояння сонце видно 13 годин 37 хвилин, а під час зимового сонцестояння — 10 годин 39 хвилин. 

## Список географічних об'єктів, що перетинає 24° пн. ш.
Починаючи з Гринвіцького меридіану та рухаючись на схід, 24-та паралель північної широти проходить через:
| Координати                                                   | Країна, територія або море | Примітки |
| ------------------------------------------------------------ | -------------------------- | --- |
| 24°0′ пн. ш. 0°0′ сх. д. / 24.000° пн. ш. 0.000° сх. д.      | Алжир                      | |
| 24°0′ пн. ш. 11°42′ сх. д. / 24.000° пн. ш. 11.700° сх. д.   | Лівія                      | |
| 24°0′ пн. ш. 25°0′ сх. д. / 24.000° пн. ш. 25.000° сх. д.    | Єгипет                     | |
| 24°0′ пн. ш. 35°42′ сх. д. / 24.000° пн. ш. 35.700° сх. д.   | Червоне море               | |
| 24°0′ пн. ш. 38°9′ сх. д. / 24.000° пн. ш. 38.150° сх. д.    | Саудівська Аравія          | |
| 24°0′ пн. ш. 51°41′ сх. д. / 24.000° пн. ш. 51.683° сх. д.   | ОАЕ                        | Емірат Абу-Дабі — приблизно на 13 км |
| 24°0′ пн. ш. 51°49′ сх. д. / 24.000° пн. ш. 51.817° сх. д.   | Перська затока             | |
| 24°0′ пн. ш. 52°19′ сх. д. / 24.000° пн. ш. 52.317° сх. д.   | ОАЕ                        | Емірат Абу-Дабі |
| 24°0′ пн. ш. 55°35′ сх. д. / 24.000° пн. ш. 55.583° сх. д.   | Оман                       | |
| 24°0′ пн. ш. 57°6′ сх. д. / 24.000° пн. ш. 57.100° сх. д.    | Індійський океан           | Аравійське море |
| 24°0′ пн. ш. 67°24′ сх. д. / 24.000° пн. ш. 67.400° сх. д.   | Пакистан                   | Сінд |
| 24°0′ пн. ш. 68°45′ сх. д. / 24.000° пн. ш. 68.750° сх. д.   | Індія                      | Гуджарат — приблизно на 8 км Раджастхан — приблизно на 12 км Мадг'я-Прадеш Уттар-Прадеш Чхаттісгарх Джхаркханд Західний Бенгал                               |
| 24°0′ пн. ш. 88°44′ сх. д. / 24.000° пн. ш. 88.733° сх. д.   | Бангладеш                  | Приблизно на 1 км |
| 24°0′ пн. ш. 88°45′ сх. д. / 24.000° пн. ш. 88.750° сх. д.   | Індія                      | Західний Бенгал — приблизно на 2 км |
| 24°0′ пн. ш. 88°46′ сх. д. / 24.000° пн. ш. 88.767° сх. д.   | Бангладеш                  | |
| 24°0′ пн. ш. 91°22′ сх. д. / 24.000° пн. ш. 91.367° сх. д.   | Індія                      | Трипура Мізорам |
| 24°0′ пн. ш. 93°20′ сх. д. / 24.000° пн. ш. 93.333° сх. д.   | М'янма                     | Приблизно на 14 км |
| 24°0′ пн. ш. 93°28′ сх. д. / 24.000° пн. ш. 93.467° сх. д.   | Індія                      | Маніпур — приблизно на 15 км |
| 24°0′ пн. ш. 93°37′ сх. д. / 24.000° пн. ш. 93.617° сх. д.   | М'янма                     | Приблизно на 16 км |
| 24°0′ пн. ш. 93°46′ сх. д. / 24.000° пн. ш. 93.767° сх. д.   | Індія                      | Маніпур |
| 24°0′ пн. ш. 94°13′ сх. д. / 24.000° пн. ш. 94.217° сх. д.   | М'янма                     | |
| 24°0′ пн. ш. 97°36′ сх. д. / 24.000° пн. ш. 97.600° сх. д.   | КНР                        | Юньнань — приблизно на 28 км |
| 24°0′ пн. ш. 97°53′ сх. д. / 24.000° пн. ш. 97.883° сх. д.   | М'янма                     | |
| 24°0′ пн. ш. 98°46′ сх. д. / 24.000° пн. ш. 98.767° сх. д.   | КНР                        | Юньнань Гуансі Гуандун Фуцзянь |
| 24°0′ пн. ш. 117°48′ сх. д. / 24.000° пн. ш. 117.800° сх. д. | Південнокитайське море     | Тайванська протока |
| 24°0′ пн. ш. 120°21′ сх. д. / 24.000° пн. ш. 120.350° сх. д. | Республіка Китай           | Проходить через острів Тайвань |
| 24°0′ пн. ш. 121°38′ сх. д. / 24.000° пн. ш. 121.633° сх. д. | Тихий океан                | Проходить південніше острова Хатерума, Японія Проходить південніше острова Мінамі-Іото[en], Японія Проходить північніше атола Френч-Фрігейт-Шолс, Гаваї, США |
| 24°0′ пн. ш. 110°55′ зх. д. / 24.000° пн. ш. 110.917° зх. д. | Мексика                    | Проходить через півострів Каліфорнія |
| 24°0′ пн. ш. 109°49′ зх. д. / 24.000° пн. ш. 109.817° зх. д. | Каліфорнійська затока      | |
| 24°0′ пн. ш. 107°4′ зх. д. / 24.000° пн. ш. 107.067° зх. д.  | Mexico                     | Проходить через Дуранго |
| 24°0′ пн. ш. 97°44′ зх. д. / 24.000° пн. ш. 97.733° зх. д.   | Мексиканська затока        | |
| 24°0′ пн. ш. 80°21′ зх. д. / 24.000° пн. ш. 80.350° зх. д.   | Багамські Острови          | Проходить через острови банки Кей-Сал[en] |
| 24°0′ пн. ш. 79°50′ зх. д. / 24.000° пн. ш. 79.833° зх. д.   | Атлантичний океан          | |
| 24°0′ пн. ш. 77°50′ зх. д. / 24.000° пн. ш. 77.833° зх. д.   | Багамські Острови          | Проходить через острів Андрос |
| 24°0′ пн. ш. 77°32′ зх. д. / 24.000° пн. ш. 77.533° зх. д.   | Атлантичний океан          | |
| 24°0′ пн. ш. 76°20′ зх. д. / 24.000° пн. ш. 76.333° зх. д.   | Багамські Острови          | Проходить через острови Ексума |
| 24°0′ пн. ш. 76°19′ зх. д. / 24.000° пн. ш. 76.317° зх. д.   | Атлантичний океан          | Проходить південніше острова Кет[en], Багамські Острови Проходить північніше острова Консепшн[en], Багамські Острови                                         |
| 24°0′ пн. ш. 74°32′ зх. д. / 24.000° пн. ш. 74.533° зх. д.   | Багамські Острови          | Проходить через острови Сан-Сальвадор |
| 24°0′ пн. ш. 74°27′ зх. д. / 24.000° пн. ш. 74.450° зх. д.   | Атлантичний океан          | |
| 24°0′ пн. ш. 15°40′ зх. д. / 24.000° пн. ш. 15.667° зх. д.   | Західна Сахара             | Претендує Марокко та Сахарська Арабська Демократична Республіка                                                                                              |
| 24°0′ пн. ш. 12°0′ зх. д. / 24.000° пн. ш. 12.000° зх. д.    | Мавританія                 | |
| 24°0′ пн. ш. 6°27′ зх. д. / 24.000° пн. ш. 6.450° зх. д.     | Малі                       | |
| 24°0′ пн. ш. 3°15′ зх. д. / 24.000° пн. ш. 3.250° зх. д.     | Алжир                      | |